# Степурський Андрій Васильович
Степу́рський Андрі́й Васи́льович — майстер спорту України міжнародного класу з гирьового спорту.

## Життєпис
2010-го закінчив Микільську ЗОШ І-ІІІ ступенів. Того ж року вступив до Докучаєвського гірничого технікуму ДВНЗ «НГУ», факультет «Автоперевезення та управління автотранспортом».
Гирьовим спортом почав займатися з вересня 2010-го. Виконав норматив кандидата в майстри спорту на змаганнях в місті Токмак.
В березні 2011-го стає призером чемпіонату України серед юнаків (Нікополь). У травні того ж року став бронзовим призером Чемпіонату світу серед юнаків (Кам'янець-Подільський). В грудні 2011-го у Харкові на Кубку України виконав норматив майстра спорту України.
В березні 2012-го стає срібним призером чемпіонату України серед юніорів. У червні 2012 року в місті Гамбург стає Чемпіоном світу серед юніорів.